# Láeg

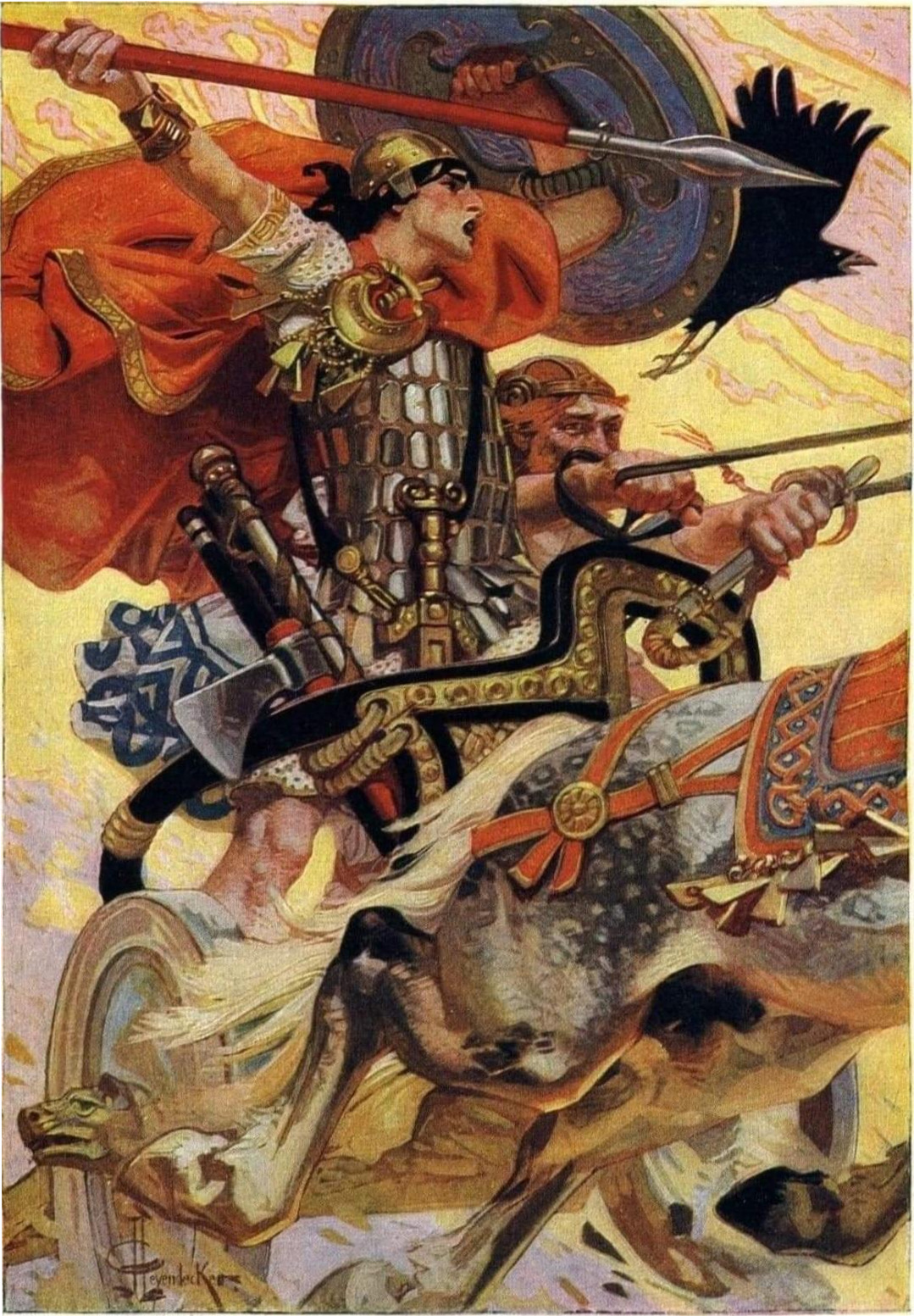
Cú Chulainn e o seu cocheiro Láeg, Joseph Christian Leyendecker (1874—1951).

Láeg, ou Lóeg, filho de Riangabar, é o condutor de biga e o companheiro constante do herói Cú Chulainn no Ciclo do Ulster da mitologia irlandesa. Seus cavalos são Liath Macha e Dub Sainglend.
Cú Chulainn o envia ao Outro Mundo com Lí Ban, irmã de Fand, e traz de volta descrições generosas do Outro Mundo no conto Serglige Con Culainn (O leito de enfermo de Cúchulainn). No conto da morte de Cú Chulainn, é assassinado por Lugaid mac Con Roí com uma lança, inicialmente dirigida a Cú Chulainn.